# Patinatge artístic als Jocs Olímpics d'hivern de 1992 - Individual femení
Als Jocs Olímpics d'Hivern de 1992 celebrats a la ciutat d'Albertville (França) es disputà una prova de patinatge artístic sobre gel en categoria femenina que formà part del programa oficial dels Jocs.
La competició se celebrà entre els dies 19 i 21 de febrer de 1992 a les instal·lacions del Halle Olympique, situat al costat del Théâtre des Cérémonies.

## Comitès participants
Hi participaren un total de 29 patindores de 21 comitès nacionals diferents.
| - Alemanya (2) - Bulgària (1) - Canadà (2) - Corea del Nord (1) - Corea del Sud (1) - Croàcia (1) |  | - Dinamarca (1) - Eslovènia (1) - Equip Unificat (2) - Estònia (1) - Estats Units (3) |  | - França (2) - Hongria (1) - Japó (2) - Letònia (1) - Mèxic (1) |  | - Polònia (1) - Regne Unit (2) - Suècia (1) - Txecoslovàquia (1) - R.P. de la Xina (1) |

## Resum de medalles
| Or               | Argent     | Bronze         |
| Kristi Yamaguchi | Midori Ito | Nancy Kerrigan |

## Resultats
| Posició | Nom                | CON             | PC | PL | Pts. |
| ------- | ------------------ | --------------- | -- | -- | ---- |
| 1       | Kristi Yamaguchi   | Estats Units    | 1  | 1  | 1.5  |
| 2       | Midori Ito         | Japó            | 4  | 2  | 4.0  |
| 3       | Nancy Kerrigan     | Estats Units    | 2  | 3  | 4.0  |
| 4       | Tonya Harding      | Estats Units    | 6  | 4  | 7.0  |
| 5       | Surya Bonaly       | França          | 3  | 6  | 7.5  |
| 6       | Chen Lu            | R.P. de la Xina | 11 | 5  | 10.5 |
| 7       | Yuka Sato          | Japó            | 7  | 7  | 10.5 |
| 8       | Karen Preston      | Canadà          | 12 | 8  | 14.0 |
| 9       | Josée Chouinard    | Canadà          | 10 | 11 | 16.0 |
| 10      | Marina Kielmann    | Alemanya        | 15 | 19 | 16.5 |
| 11      | Lenka Kulovana     | Txecoslovàquia  | 9  | 12 | 16.5 |
| 12      | Laetitia Hubert    | França          | 5  | 15 | 17.5 |
| 13      | Patricia Neske     | Alemanya        | 16 | 11 | 18.0 |
| 14      | Iúlia Vorobiova    | Equip Unificat  | 14 | 13 | 20.0 |
| 15      | Anisette Torp-Lind | Dinamarca       | 8  | 16 | 20.0 |
| 16      | Tatiana Rachkova   | Equip Unificat  | 13 | 14 | 20.5 |
| 17      | Viktoria Dimitrova | Bulgària        | 18 | 17 | 26.0 |
| 18      | Joanne Conway      | Regne Unit      | 17 | 18 | 26.5 |
| 19      | Zuzanna Szwed      | Polònia         | 23 | 19 | 30.5 |
| 20      | Alma Lepina        | Letònia         | 22 | 20 | 31.5 |
| 21      | Olga Vassilieva    | Estònia         | 21 | 21 | 31.5 |
| 22      | Suzanne Otterson   | Regne Unit      | 20 | 22 | 32.0 |
| 23      | Krisztina Czako    | Hongria         | 19 | 23 | 32.5 |
| 24      | Zeljka Cizmesija   | Croàcia         | 25 |    |      |
| 25      | Mojca Kopac        | Eslovènia       | 26 |    |      |
| 26      | Gyong-Ok Li        | Corea del Nord  | 27 |    |      |
| 27      | Eun-Hee Lee        | Corea del Sud   | 28 |    |      |
| 28      | Mayda Navarro      | Mèxic           | 29 |    |      |
| 29      | Helene Persson     | Suècia          | 24 |    |      |